# 캔디 캔디
《캔디 캔디》(일본어: キャンディキャンディ)는 원작 미즈키 쿄코, 원화 이가라시 유미코의 일본 순정만화이자 TV 애니메이션이다. 대한민국에서는 1977년 MBC에서 《캔디》라는 제목으로 방영되었다가 1983년 《들장미 소녀 캔디》라는 제목으로 재방영되어 큰 인기를 얻었다. TV 애니메이션 판 주제가 또한 원제와 같은 〈캔디 캔디〉이다.

## 개요
코단샤의 소녀만화잡지 《나카요시》에서 1975년 4월호부터 1979년 3월호까지 연재, 단행본은 당시 〈KC 나카요시〉에서 9권이 발행되었다.
코단샤 편집부가 기획, 당시 코단샤 전속이었던 이가라시 유미코가 작화를 맡고, 미즈키 쿄코가 원작을 맡았다. 또한 통명인 나기타 케이코(미즈키 쿄코의 본명) 명의로 다른 만화가 연재 중이었기 때문에 나기타 케이코가 아닌 〈미즈키 쿄코〉라는 펜네임을 사용하였다.
TV 애니메이션화(1976년 10월 1일부터 1979년 2월 2일에 걸쳐 TV 아사히에서 방영, 총 115화) 극장판도 제작되어, 성별·연령을 뛰어넘어 대호평을 받았으며 주제가 레코드는 100만부를 넘는 대히트를 기록하였다. 또한 무대 및 소설로도 리메이크 되었으며, TV 애니메이션은 대한민국 뿐만 아니라 중국, 프랑스, 이탈리아 등에서도 큰 인기를 얻었다.
대한민국에서는 1977년 9월 19일부터 1980년 1월 12일까지 《캔디》라는 제목으로 매주 월요일 저녁 6시 MBC에서 방영되었으며, 종영 후 3년이 지난 1983년 4월 3일부터 1984년 5월 27일까지 매주 일요일 아침 8시에 《들장미 소녀 캔디》라는 제목으로 재방영되었다. 그러나 컬러 방송으로 인해 77년판을 그대로 방영할 수 없어 부득이 하게 재더빙하였으며 주제가는 당시 인기가수인 혜은이가 불렀다.
단행본 집계발행부수는 약 1200만부. 단행본 7권은 일본 만화단행본으로서 처음으로 초판 100만부가 인쇄되었다. 그 뒤 애장판·신장판·문고판 코믹스로도 발행되었다.
1977년, 제 1회 고단샤 만화상 소녀부분을 수상하였다.
미즈키 쿄코와 이가라시 유미코 사이에서 원작 저작권을 둘러싼 분쟁이 일어나 사실상 절판상태가 되었기 때문에, 2001년 이후로는 원작도 TV 애니메이션도 재판·재방송이 불가한 상태이다. 자세한 사항은 아래  캔디 캔디 저작권 분쟁 참고.

## 줄거리
20세기 초 제1차 세계대전을 전후로 하는 시기를 배경으로 한다. 미국 중남부 및 영국을 무대로, 매사에 밝고 긍정적인 고아 소녀 캔디가 주변 사람들의 편견과 고달픈 생활 속에서도 용기를 잃지 않고 성장해 가는 교양 소설.
캔디는 미시간호 남쪽 작은 산간 마을에 있는 고아원 〈포니의 집〉에서 사는 밝고 명랑한 소녀. 어른스럽고 상냥한 애니와 단짝친구로 지내며 살아가지만 여섯살이 되던 해 애니는 부잣집 양녀로 들어가게 된다. 캔디와 애니는 한동안 편지를 주고받으며 지내지만 고아출신인 것이 밝혀질까 두려운 애니에게서 〈더이상 편지하지 않겠다〉는 편지를 받고 캔디는 포니의 집 근처에 있는 포니의 동산에 올라가 엉엉 운다. 그 때 스코틀랜드 의상에 백파이프를 맨 낯선 소년이 나타나 "꼬마 아가씨는 우는 얼굴보다 웃는 얼굴이 더 예뻐"라는 말을 남기고 떠난다. 캔디는 은 펜던트를 떨어뜨린 그 소년을 〈동산(언덕)위의 왕자님〉이라 이름 짓고 그와 재회하는 것을 꿈꾸며 밝게 살아가기로 마음 먹는다.
12살이 된 캔디는 레이크우드에 있는 라건 가에 양녀가 아닌 이라이저의 말동무로 들어가게 된다. 그곳에서 캔디는 이라이저와 그의 오빠 닐에게 갖은 학대를 받고, 어느날 괴롭힘을 견디지 못하고 장미정원에서 엉엉 운다. 그곳에 어느샌가 동산위의 왕자님과 닮은 소년이 나타나 "꼬마 아가씨, 우는 얼굴보다 웃는 얼굴이 더 예뻐"라고 포니의 동산에서 만났던 소년과 똑같은 말을 남기고 사라진다. 그 소년이 있던 장미정원의 문에는 펜던트와 똑같은 휘장이 달려있었다. 이로써 왕자님에 대한 희망과 왕자님을 닮은 소년의 말에 힘을 얻은 캔디는 이라이저와 닐의 심술에도 꿋꿋이 이겨내기로 마음 먹는다. 그 후 다시 그 소년을 만나기 위해 장미의 문에 가보지만 그를 만날 수는 없었다. 소년을 찾아 장미정원의 문 근처를 배회하던 캔디는 아치라는 소년을 만나게 되고 그 후 발명을 좋아하는 그의 형 아리스테아(스테아)와도 만나 친해지게 된다.
아치와 스테아의 초대를 받고 아드레이 가문의 파티에 참석한 캔디는, 그곳에서 동산위의 왕자님을 닮은 소년을 만나게 된다. 그의 이름은 안소니. 장미 품종 개량이 취미인 상냥한 그 소년은 캔디와 친하게 지내고, 안소니와 친하게 지낼수록 이라이저와 닐의 심술은 심해졌다. 어느날 안소니는 캔디의 생일을 묻지만, 자신의 생일을 알지못하는 캔디에게, 안소니는 다음에 자신과 만나는 날이 캔디의 생일이라는 약속을 한다. 며칠 뒤 캔디는 안소니와 재회하고, 그가 품종개량한 신종 장미를 선물 받는다. 장미 이름은 스위트 캔디.
캔디는 라건 가에 온 애니를 보고 기뻐하지만, 그녀를 피하는 애니를 배려해 말을 걸지 않는다. 어느날 캔디는 닐과 이라이저가 애니를 괴롭혀 캔디 탓으로 돌리는 계략을 꾸미는 것을 듣고 닐을 때려 저지하지만, 사정을 모르는 안소니가 오해하자 상처를 받는다. 풀죽은 캔디는 보트를 타고 강을 내려가면 포니의 집까지 돌아갈 수 있을지도 모른다고 생각하고 보트를 탄 채 잠이 들어 버린다. 하지만 잠이 깨고보니 눈앞에 폭포가 떨어지고 있었다.
정신을 차리고 보니 가면에 선글라스를 낀 남자가 캔디를 간호해 주고 있었다. 얼핏 보면 무서운 인상이었지만 그는 무척이나 상냥하고, 언제나 동물과 함께 자유로운 방랑생활을 하고 있었다. 그 남자는 자신을 알버트라 소개하고, 힘든 일이 있으면 언제든 연락하라며 격려해주었다. 알버트와 헤어진 캔디는 다시 라건 가에 돌아간다.
라건 가에서의 괴롭힘은 변함이 없었다. 처음에는 이야기 상대였지만 잡일을 하고, 마구간 지기 생활을 강요받아 마구간에서 잠을 자는 등, 결국에는 도둑 누명까지 쓰고 멕시코로 추방당할 위기에까지 놓이게 된다. 이를 안타깝게 여긴 안소니, 스테아, 아치는 아드레이 가의 제일 윗어른인 윌리엄 큰 할아버지에게 편지를 쓰고 윌리엄 큰 할아버지는 캔디를 아드레이 가의 양녀로 받아들인다. 에를로이 큰 고모는 캔디를 탐탁치 않게 여기지만, 캔디는 아드레이 가의 생활에 익숙해져 간다.
행복한 시간도 잠시, 캔디의 입양을 환영하는 여우사냥에서 캔디를 호위하던 안소니가 덫에 걸려 낙마사고로 죽게 된다. 이를 캔디 탓으로 돌리는 에를로이 식구들은 캔디를 멀리하고 안소니의 사망으로 충격을 받은 캔디는 포니의 집으로 돌아간다.
포니의 집에서 지내던 어느 날, 캔디는 윌리엄 큰 할아버지의 권유로 런던에 있는 세인트폴 학교로 유학을 가게된다. 영국으로 향하는 배 위에서 뒷모습이 안소니와 닮은 테리우스를 만난다. 캔디는 그가 우는 모습을 보고 위로하려 하지만, "슬퍼보여? 재미있는 녀석이군. 내가 슬퍼보인다니."라며 비웃음을 당하고, 캔디는 좀 전과는 다른 그의 모습을 보고 당황해한다.
캔디는 규칙이 엄격한 학교에서 심약하지만 상냥한 소녀 패트리시아(패티)와 친해지게 된다. 어느날 사랑하는 아치를 따라 애니가 미국에서 세인트폴 학교로 전학을 온다. 소꼽친구와의 재회를 캔디는 마음속으로 기뻐했지만 애니는 고아원 출신이란 것과 아직 아치의 마음속에 캔디가 있는 것이 아닐까 하는 마음에 캔디를 피한다. 어느날 애니의 출신이 이라이저에게 들키고, 잠시 모습을 감추지만 아치의 말에 힘을 얻고 예전의 솔직한 애니로 돌아간다. 그 이후 캔디 애니 패티 세사람은 두터운 우정을 갖게 된다. 또한 캔디는 학교에서 테리우스와도 재회하게 되는데, 캔디는 우연히 테리우스의 출생 비밀을 알게된다. 그는 독신으로 알려진 브로드웨이 인기 여배우 엘레노어 베이커의 숨겨진 아들이었다. 캔디는, 어머니를 만나러 미국으로 건너갔지만, "사랑하지만 넌 절대 다른 사람에게 알려져선 안되는 존재이니 더 이상 이곳에 오지 말라"는 말에 상처받고 눈물을 흘리던 테리우스와 배 위에서 만났던 것이다. 영국에 돌아와서도, 차가운 계모와 귀족이란 체면때문에 그를 보살펴 주지 않는 아버지에게 반발하여, 학교에서는 불량스러운 행동을 일삼던 테리우스. 캔디와 테리우스는 만나면 싸움을 반복하면서도 서로에게 이끌린다.
5월이 되자 어두운 학교 생활속에 드물게도 화려한 5월 축제(메이 페스티벌)이 열렸다. 하지만 개최 직전에 학원장에게 폭언을 내뱉고 만 캔디는 참가 금지 처분을 받고 반성실에서 지내게 된다. 하지만 창문으로 빠져나와 윌리엄 할아버지가 보내준 의상과 가발로 변장한 캔디는 마음껏 파티를 즐기고 수풀 속에서 옷을 갈아입는 모습을 발견한 테리우스는 캔디에게 정식으로 춤을 청한다. 두 사람만의 댄스. 캔디는 춤을 추던 중 안소니와 춤을 췄던 곡이라며 눈물을 글썽이자 테리우스는 질투를 느끼고 캔디에게 키스를 한다. 안소니라면 이런 난폭한 짓은 하지 않는다며 뺨을 때린 캔디를 테리우스는 억지로 말에 태워 질주한다. 낙마 사고로 목숨을 잃은 안소니에 대한 기억이 남아있는 캔디는 두려워하며 울부짖지만, 테리우스의 권유를 받고 주변을 둘러보자 초록이 무성하고 생생한 풍경에 점차 안소니의 그림자가 옅어지고 곁에 있는 테리우스의 존재가 커져간다.
이라이저도 테리우스에게 뜻하지 않은 도움을 받고 마음을 품고 있었다. 테리우스와 캔디가 친하게 지내자 이라이저는 테리우스에게 캔디의 험담을 하지만, 도리어 테리우스에게 바보취급을 받는다. 화가 난 이라이저는 비겁한 계획을 세워 밤에 두 사람을 마구간으로 불러내고 수녀님에게 이를 고한다. 두 사람의 변명도 듣지 않고 교장의 명령에 따라 캔디는 퇴학 처분, 테리우스는 자신의 방에서 근신처분을 받는다. 같은 이유로 근신과 퇴학이라는 불공평한 처분에 테리우스는 교장에게 항의하지만 자신은 아버지의 기부금 때문에 퇴학당하지 않는다는 것을 알고 캔디 대신 학교를 떠난다. 이 사실을 알게 된 캔디는 급히 테리우스를 뒤쫓지만 테리우스는 이미 미국으로 가는 배를 탄 상태. 캔디에게는 '미국에서 하고 싶은 일이 있어. 어디에서든 너의 행복을 빌께'라는 편지만을 남긴 채 떠난다. 테리우스의 편지에서 깨달음을 얻은 캔디는 자신도 자신의 힘으로 갈 길을 찾기로 결심하고 자퇴를 한다.
고심끝에 미국으로 돌아간 캔디는 그리운 포니의 집으로 향한다. 그곳에 얼마전 테리우스가 찾아왔다는 것을 알게 되지만, 간발의 차로 만나지 못하게 된다. 갑자기 돌아온 캔디에게 놀란 선생님들이 그 이유를 묻자 캔디는 간호사가 되기 위해 돌아왔다고 설명한다. 봄이 되자 포니 선생님의 소개로 캔디는 간호사가 되기 위해 병원에서 일을 하기 시작한다. 그리고 얼마 지나지 않아 전쟁이 시작되고 전쟁의 여파로 병원 안에서도 종군 간호사가 파견될 것이라는 소문이 돈다. 그리고 캔디를 포함한 5명의 간호사가 외과와 내과를 전문으로 하는 시카고 대학병원으로 파견가게 된다.
시카고에서 일하던 어느 날, 캔디는 테리우스가 브로드웨이에서 연기자 길을 걸으며 테리우스의 극단이 시카고로 공연을 하기 위해 오는 것을 알게 된다. 그를 만나고 싶은 마음에 캔디는 야간 근무를 빠져나와 공연을 보러 간다. 캔디는 테리우스를 만나게 되지만 그는 이미 인기 스타가 되어 수많은 팬들에게 둘러 쌓여 있었다. 테리우스가 마차에 타기 직전 캔디의 필사적인 부름에 테리우스는 일순 뒤를 돌아보지만, 그녀의 모습은 발견하지 못한다. 혼잡한 팬들 사이에서 시달리던 캔디의 뇌리에 순간 이라이저의 말이 떠오른다. "테리우스는 이미 너따위는 잊었어. 그는 미녀배우 스잔나와 사귀고 있다는 소문이야." 캔디는 테리우스를 직접 만나 확인하기 위해 그가 머물고 있는 호텔을 찾아가지만, 스잔나가 거짓말을 해 만나지 못한다. 스잔나도 테리우스를 사랑하고 있었기 때문이었다. 실은 테리우스도 좀전에 들은 캔디의 목소리가 신경쓰여 공연 후 파티에서 스테아와 아치에게서 캔디의 소식을 듣고 캔디를 만나기 위해 병원에서 기다리고 있었던 것이다. 결국 두 사람은 만나지 못하고 캔디는 테리우스가 문앞에 남긴 메모를 보고 그가 병원에서 기다리고 있었다는 것과, 낮 열차로 출발한다는 것을 알게 된다. 테리우스의 마음이 변하지 않은 사실을 캔디는 기뻐하며 역으로 뛰어간다. 플랫폼에서 테리우스가 출발 직전까지 기다렸지만 캔디는 나타나지 않고 발차 후 멀리에서 열차를 쫓아오는 캔디를 보게 된다. 아주 잠시였지만 캔디를 부르며 두 사람은 서로를 확인한다.
어느 날, 캔디가 근무하는 병원에 알버트와 닮은 남자가 실려온다. 안색이 좋지 않고 머리색이 다르지만 알버트와 똑같이 생긴 남자는 기억을 잃고 있었다. 신원 불명의 이 남자는 병원에서 환영받지 못하고 정식으로 간호사가 된 캔디는 이 남자를 알버트라 생각하고 간호한다.
캔디와 편지로 근황을 주고받던 테리우스는 캔디와 헤어지지 않을 결심을 하고 캔디를 브로드웨이로 초대한다. 어느 날 스잔나가 우연히 캔디에게서 온 편지를 읽게 된다. 스잔나는 테리우스에게 마음을 고백하고, 테리우스는 캔디에 대한 마음을 밝히고 거절하지만 스잔나는 테리우스를 포기하지 못한다. 새로운 무대 공연이 다가와 연습하던 도중 조명기구가 떨어져 테리우스가 목숨을 잃을 뻔 하고, 몸을 던져 테리우스를 구한 스잔나가 오른쪽 다리가 불구가 되는 중상을 입는다. 테리우스는 뉴욕에서 겨우 캔디와 재회하지만 때때로 어두운 표정을 감추지 못한다. 사정을 알게 된 캔디는 스잔나를 만나러 가고, 스잔나는 유서를 남기고 자살하려 한다. 간발의 차이로 그녀를 구한 캔디는 스잔나의 다리 상태와 테리우스를 향한 스잔나의 사랑을 알게 되고 자신이 물러서기로 결심한다. 테리우스도 스잔나를 내버려 둘 수 없어 마지막으로 캔디와 포옹하고 헤어진다. 테리우스와 몸이 찢어지는 듯한 이별을 하고 캔디는 시카고의 병원으로 돌아간다.
캔디가 뉴욕에 가 있는 동안 스테아는 공군으로 지원하여 전쟁에 참여했다가 전사하고 만다. 연인인 패티는 한탄해하며 슬퍼하지만 캔디와 친구들에게 위로를 받는다. 아치는 안소니가 죽은 뒤 두 번 다시 불지 않기로 스테아와 약속했던 백파이프를 분다.
어느 날, 거리에서 닐이 불량배들에게 당하는 것을 우연히 지나가던 캔디가 구해준다. 그 이후 닐은 캔디 주변을 맴돌기 시작한다.
한편, "검은 옷을 입은 수상한 남자와 만나고 있는 모습을 봤다"며 알버트의 신분을 수상하게 여기는 아파트 주민들이 캔디와 싸우는 것을 알게 된 알버트는 더 이상 민폐를 끼치지 않도록 조용히 캔디 곁에서 모습을 감춘다. 며칠 뒤 상심한 캔디 앞으로 알버트에게서 한 통의 편지가 배달된다. 주소를 따라 알버트가 머무는 마을을 찾아간 캔디가 발견한 것은 변두리의 허름한 극장에서 연기하고 있는 테리우스였다. 한 때 빛나던 모습은 온데간데 없고, 술에 취해 광채를 잃은 테리우스를 캔디는 객석에서 눈물을 흘리며 격려한다. 무대 위의 테리우스는 객석에서 슬픈 표정을 짓는 캔디를 환상으로 여기고, 캔디도 스잔나도 행복하게 해주지 못한 자신을 후회하며 다시 한번 연기자로서 처음부터 다시 시작하기로 결심한다.
닐은 캔디에게 이끌려 구혼하지만 딱잘라 거절당한다. 캔디에 대한 마음을 굳힌 닐은 "캔디와 결혼하지 못하면 전쟁에 지원하겠다"고 마음에도 없는 소리를 해 윌리엄 큰 할아버지의 명령으로 캔디와 약혼하게 된다. 아치와 친구들은 도망갈 것을 권유하지만 캔디는 불합리한 명령에 항의하기로 결심한다. 양아버지이자 한번도 만난 적이 없는 윌리엄 할아버지를 만나 직접 담판을 짓기 위해 떠난 캔디가 만난 것은 다름 아닌 알버트, 윌리엄 알버트 아드레이였다. 기억을 되찾은 알버트는 가족의 속박이 싫어 자신을 숨긴채 방랑 여행을 하고 있었다고 한다. 알버트에게서 안소니는 조카였으며 캔디는 누나인 로즈마리를 닮았다는 소리를 듣는다. 그리고 아드레이 가의 총장으로서 처음으로 공식적인 자리에 모습을 드러내 캔디와 닐의 약혼을 취소한다.
캔디는 포니의 집으로 돌아간다. 그때까지의 일을 생각하면서 추억의 포니의 동산에 올라간 캔디. 자신도 모르게 눈물이 흘렀다. "꼬마 아가씨, 아가씨는 울고 있는 얼굴보다 웃는 모습이 더 예뻐" 뒤에서 들려오는 소리에 뒤돌아보자 그곳에는 어른이 된 동산위의 왕자님이 서있었다. 어린 시절 캔디와 만나고, 마음을 지탱해주던 동산위의 왕자님은 소년 시절의 알버트였던 것이다.

## 등장인물
- 성우는 일본 TV 애니메이션 / 한국 애니메이션 순
- 한국판 성우는 MBC 캔디 / MBC 들장미 소녀 캔디 / 비디오판 들장미 소녀 캔디 순

### 주요 인물
캔디스 화이트 아드레이
성우: 마츠시마 미노리/최방란/김진숙/임은정
애칭은 캔디. 미국의 고아원 〈포니의 집〉에서 자란 말괄량이 소녀로 밝고 천진난만한 성격. 라건 가의 남매들에게 괴롬힙을 당해도, 가혹한 운명을 만나도 언제나 긍정적이고 굽히지 않는 성격. 금발 곱슬머리에 코에 있는 주근깨가 매력포인트. 뛰어난 운동신경을 가졌으며 특기는 나무 오르기와 고리 던지기. 미들네임인 화이트는 고아원에 버려졌을 때 하얗던 것에서 고아원 선생님들이 붙여 주었다. 12살 때 아드레이 일족의 라건 가에 들어가지만 후에 아드레이 본가에 정식으로 입양된다. 6살 때 포니의 언덕에서 만난 〈언덕 위의 왕자님〉이 첫사랑. 그 후 왕자님을 닮은 안소니와 만나 끌리지만, 낙마사고로 잃는다. 유학을 가기 위에 배 위에서 만난 테리우스와도 서로 사랑에 빠지지만 스잔나를 위해 물러선다. 자신의 길을 열기 위해 간호사로 일한다. 그 뒤 닐에게 구혼받고 기억상실증에 걸린 알버트와 동거, 친구였던 스테아의 전사와 패티와 이별 등 수많은 슬픔을 겪는다. 마지막에는 혼자 포니의 언덕에 올라 슬퍼하지만 그 뒤 백파이프를 불며 나타난 〈언덕 위의 왕자님〉과 재회하게 된다.
알버트
성우: 이노우에 마키오/이규연
자신을 알버트라 소개하며 캔디를 뒤에서 받쳐주는 기사와 같은 청년. 속박을 싫어하고 동물들과 함께 방랑생활을 하는 자유인. 안소니의 죽음이나 멕시코에 팔려갈 뻔한 캔디를 지켜보며 받쳐준다. 전쟁 중에 사고로 기억을 잃지만 우연히 캔디가 근무하는 병원으로 옮겨져, 그녀의 간호를 받고 기억을 회복한다. 한 때 그녀와 동거하기도 한다. 기억이 돌아온 뒤 말없이 캔디의 곁을 떠난다.
그 뒤 자신을 찾아온 캔디에게 자신이 윌리엄 알버트 아드레이인 것을 밝힌다. 나이가 어려 에를로이에게 총장의 임무를 맞긴 채 자신을 숨겨야만 했기 때문에 아직 어렸던 캔디나 안소니 등에게 진짜 자신의 이름을 밝히지 않았었다. 그 때 안소니의 어머니가 자신과 나이차이가 나는 누나였던 것도 밝힌다. 닐과 약혼할 뻔한 캔디를 지키기 위해 약혼을 취소하는 등 끝까지 캔디의 선한 이해자로 공헌한다. 애니메이션 판에서는 마지막에 포니의 언덕으로 돌아온 캔디의 앞에 스코틀랜드 의상을 입고 백파이프를 불며 등장. 그 때 캔디가 6살이었던 시절 포니 언덕에서 만난 첫사랑 =〈언덕 위의 왕자〉임을 밝힌다. 원작에서는 평범한 복장으로 포니의 언덕에 나타나 캔디와 처음으로 만났던 시절의 대사를 말하며, 캔디가 스스로 알버트가 〈언덕 위의 왕자〉임을 깨닫는다.
원작에서는 실수로 갈색 머리로 등장, 기억상실증에 걸렸을 때 갑자기 금발이 된다. 아드레이 가문의 총장인 것을 속이기 위해 "변장했다"는 대사로 상황을 맞추었다. 애니메이션 판에서는 처음부터 금발로 나온다.
안소니 브라운
성우:이노우에 카즈히코/이도련/권혁수
아드레이 일족의 브라운 가의 장남. 〈언덕 위의 왕자님〉과 닮았다. 캔디가 라건 가에 들어온 뒤 만나, 서로에게 끌린다. 장미 품종 개량이 취미이며, 승마를 좋아한다. 금발의 푸른 눈. 얌전한 성격이지만 올곧다. 어린 시절 어머니를 잃고 친척들이 돌봐주며, 아버지는 배를 타 집에 거의 있지 않은 환경에서 자란다. 캔디가 아드레이 가의 양녀로 입양된 것을 환영하는 여우사냥 파티에서 사고로 말에서 떨어져 죽는다. 애니메이션 판에서는 24회에 일찍 죽지만 그 뒤에도 회상 씬 등으로 중간중간 등장한다.
테리우스 G 그란체스터
성우:토미야마 케이/나성균/권혁수/신성호
애칭 테리. 캔디의 실질상 연인. 아버지는 영국 명문 귀족, 어머니는 브로드웨이 인기 여배우. 양친 모두에게서 사랑받지 못한다고 생각하며 자라, 어두운 그림자를 지녔다. 학교에서는 불량스런 행동을 일삼지만 사실은 성실하고 남자다운 성격. 자주 학교를 빠져나와 거리를 방황하며, 마을에서 싸우고 있을 때 알버트가 구해줘 알게 된다. 맨 처음 만났을 때 캔디에게 무례하게 굴었지만, 닐과 그 동료들에게 괴롭힘 당하던 캔디를 구하고 그들을 물리치는 과정에서 친분이 깊어져 서로 사랑하게 된다. 그러나 자신을 상대해 주지 않아 화가 난 이라이저의 함정에 빠져 근신 처분을 받지만 캔디와 불공평한 처분에 스스로 자퇴한다. 그 뒤 미국으로 건너가 배우가 된다. 연기력을 인정받아 스타가 된 뒤 자신을 구하다 불구가 된 스잔나에게 책임감을 느끼고 캔디와 헤어진다. 그 뒤에도 캔디를 잊지못해 실의에 빠져 살다가 환상처럼 나타나 슬퍼하는 캔디의 모습을 보고 후회를 하고 다시 브로드웨이로 돌아간다. 후반에 배우로서 재기한 것이 신문에 밝혀진다.
아리스테아 콘웰
성우:키모츠키 카네타/김용식/손원일
애칭 스테아. 아드레이 일족의 콘웰가의 장남. 발명을 좋아하고 매우 독특한 작품을 만들지만 대부분이 실패작이다. 그렇게 때문에 언제나 동생인 아치가 기막혀 한다. 하늘을 동경해 비행기를 만들어 타는 것이 소원. 캔디를 마음에 두고 있지만 멀리서 지켜보는 것이 좋다고 판단, 고백하지 않는다. 그러나 나중에 패티와 강한 인연으로 묶여진다. 자신의 모국이 전쟁에 관여치 않고 방관하는 것을 분개하고 지원하여 제 1차 세계대전에 참전한다. 뉴욕으로 향하는 캔디에게 〈캔디가 행복해지는 물건〉 오르골을 선물하고 아무에게도 말하지 않고 전쟁에 참전한다. 이것이 캔디와 스테아가 둘 만이 비밀을 나눈 처음이자 마지막이었다. 후에 전사한 친구 도밀 모안 소위의 복수를 품에 안고 출격, 기사도 정신에 적을 놓아주지만 되려 역습을 맞아 목숨을 잃는다. 그의 죽음은 연인인 패티나 동생 아치 외에도 많은 사람들에게 슬픔을 안겨주었다. 그 뒤 그가 만든 오르골은 지금까지 만들었던 잡동사니 중에서 처음으로 완벽하게 만들어진 것으로 판명되었다. (원작에서는 특별히 그렇다는 묘사는 없다.)
소설판 후일담에서는 전시 중에도 발명을 계속해 전우들이 질려하는 모습도 실려있다. 전쟁이 끝난 뒤 최종화에서 건스미스였던 것이 밝혀졌다.
아치볼트 콘웰
성우:미츠야 유지/윤지하/최성우/이향숙
애칭 아치. 아드레이 일족의 콘웰가의 차남. 형인 스테아와 매우 사이가 좋으며 멋쟁이에 센스가 좋다. 스테아와 마찬가지로 캔디를 마음에 품고 있지만 캔디가 테리우스와 커플이 되고, 또한 애니가 자신을 좋아한다는 것을 알고 마음을 접고 애니를 받아들인다. 안소니나 스테아와 마찬가지로 라건 남매를 싫어하며 아드레이 일족 중에서도 캔디에게는 언제나 마음 든든한 아군이다.
애니 브라이언
성우: 코야마 마미/박소현/송도영/홍영란
캔디의 소꼽친구. 캔디와 같은 날 포니의 집에 들어왔다. 얌전하고 상냥한 귀여운 소녀. 6살 때 브라이언 가에 입양된다. 아치를 마음에 두고 있다. 한 때 고아원 출신인 것을 부끄러워 하며 감췄으나, 아치가 타일러 본래의 솔직함을 되찾는다. 캔디와 패티와는 둘도 없는 친구.
원작에서는 금발, 애니메이션 판에서는 검은 머리로 설정이 다르다.
패트리시아 오브라이언
성우: 카와시마 치요코/서영애/김성희
애칭 패티. 캔디가 런던 학교에서 처음으로 사귄 친구. 심약하고 어른스러운 성격이지만 엄격한 규칙의 기숙사에서 몰래 거북이 휴리를 기르는 용기도 있다. 스테아와 의기투합하여 진정으로 그를 사랑하게 된다. 스테아의 죽음 뒤, 슬픈 나머지 그를 따라 죽으려 했으나 캔디에게 질책을 받고 마음을 바꾼다. 애니메이션 판에서는 스테아의 장례식 뒤 할머니와 함께 양친이 계신 시카고로 옮겨가 캔디와 헤어지게 된다. 캔디 애니와는 둘도 없는 친구.

### 주변 인물
포니 선생님
성우:나카니시 타에코/서영애/김성희
포니의 집 원장 선생님. 예의바르고 상냥하다.
레인 선생님
성우:야마구치 나나/이향숙/강미형
포니의 집에서 포니 선생님과 함께 아이들을 돌보는 수녀. 때로는 상냥하게, 때로는 엄격하게 말괄량이 캔디를 지켜보고 있다.
이라이저 라건
성우: 나카타니 유미/송도영/안경진
아드레이 일족의 라건 가문의 장녀. 오빠인 닐과 함께 캔디를 잔뜩 괴롭혔다. 처음에는 안소니에게 호감을 갖고 있었지만 안소니는 이라이저를 싫어했다. 캔디와 테리를 함정에 빠트리고, 캔디를 쫓아내려 할 정도로 마음속 깊이 그녀를 싫어한다. 세인트 폴 학교에 가서부터는 테리에게 빠졌으나 안소니 때와 마찬가지로 상대해 주지 않자 상심하고 그 질투심으로 캔디를 퇴학시키려 하지만, 그런 심중을 깨달은 테리우스는 스스로 퇴학하여 계획은 무산된다. 그 뒤에도 캔디를 계속해서 괴롭히지만 많은 사람들이 캔디를 도와 결국에는 실패한다.
닐 라건
성우: 코미야마 키요시/이영달/안정현/김성희
아드레이 일족의 라건 가의 장남. 말만 잘하는 겁쟁이. 고아원 출신인 캔디를 멸시하고 동생인 이라이저와 함께 캔디를 괴롭힌다. 캔디에게 도둑 누명의 씌워 멕시코로 쫓아내려 계획하면서 안소니나 콘웰 형제에게도 미움을 받는다. 캔디를 지키기 위해 폭력도 서슴지 않는 테리우스를 싫어한다. 후에 거리에서 양아치들에게 당하고 있는 것을 캔디가 구해준 것을 계기로 그녀에게 마음을 품는다. 캔디에게 집요하게 대쉬하면서도, 그녀를 괴롭힌다. 결국에는 비겁한 수단까지 동원해 억지로 결혼하려 했으니 윌리엄 큰 할아버지의 등장으로 취소된다. 애니메이션 판에서는 갈색머리가 특징.
에를로이 아드레이
성우:나카니시 타에코
아드레이 가의 대고모. 아드레이 가의 실질적 총장. 어린 나이에 총장의 자리에 앉은 알버트의 후견인이다. 캔디에게 차갑고 냉정한 태도를 취하지만 캔디가 기억상실증에 걸린 알버트를 성심껏 보살펴 준 것을 알고 결과적으로는 캔디를 인정하게 된다.
그레이 수녀
성우:야마구치 나나
캔디가 다녔던 세인트폴 학교 교장. 엄격하고 융통성이 없다. 그란체스터 가문에서 자금 원조를 받고 있기 때문에 소행이 나쁜 테리우스를 못마땅해하나 주의를 주는 데 그치고 있다. 캔디와 테리우스가 이라이져의 함정에 빠졌을 때 그란체스터 공작의 기부를 기대하고 테리우스는 근신에 처하고 캔디만을 퇴학시키려고 한다.
마가렛 수녀
성우:카와시마 치요코
세인트폴 학교의 수녀. 그레이 수녀와는 정반대의 성격으로 학생들에게 약간 무른 구석이 있다.
엘레노어 베이커
성우:키타하마 하루코
테리우스의 어머니로 국민적으로 유명한 여배우. 젊은 시절 그란체스터 공작과 사랑에 빠져 결혼, 테리우스를 낳았으나 공작이 귀족 신분을 버리지 못해 이혼하였다.
리챠드 그란체스터
성우:시바타 히데카즈
테리우스의 아버지로 그란체스터 가의 공작. 젊은 시절 엘레노어와의 사이에서 테리우스를 얻었지만, 공작인 작위를 버리지 못하고 이혼하였다. 이라이저의 책략에 빠져 퇴학할 뻔한 캔디를 지키려고 열심히 설등하는 테리우스를 거절하였다. 테리우스의 자진퇴학 후, 학교에 기부원조를 중단하려 했으나 캔디와 만나 마음을 고쳐먹고 학교에 지원을 계속하였다는 설정은 애니메이션 판 설정.

## TV 애니메이션
방영기간 1976년 10월 1일부터 1979년 2월 2일 매주 금요일 19시 30분, 총 115화.
매주 방송되는 애니메이션이 월 1회 발행되는 원작을 따라잡았기 때문에 후반에는 원작과 다른 부분이 있다.
대한민국에서는 1977년 9월 19일부터 1980년 1월 12일까지 《캔디》라는 제목으로 매주 월요일 저녁 6시 MBC에서 방영되었으며, 종영 후 3년이 지난 1983년 4월 3일부터 1984년 5월 27일까지 매주 일요일 아침 8시에 《들장미 소녀 캔디》라는 제목으로 재방영되었고 1989년에는 대영 프로덕션에서 재더빙하여 같은 제목으로 비디오 판이 출시되었다.

### 스탭
- 기획: 하루히 아즈마, 야마구치 야스오, 시게노 잇세이
- 제작담당:이와모토 마츠시
- 원작: 이가라시 유미코, 미즈키 쿄코
- 음악: 와타나베 타케오
- 캐릭터 설계·감독: 신도 미츠오
- 작화감독: 모리시타 케이스케, 후지사와 카즈오, 아오시마 카즈미
- 미술설정: 우라타 마타치
- 미술: 우라타 마타치, 시모가와 다다노미, 이토 에이지, 야스이 히데노부 외
- 치프 디렉터: 이와자와 테츠오, 시다라 히로시
- 연출: 시다라 히로시, 카사이 아사무, 야마모토 칸미, 야마구치 히데노리, 세리카와 유코, 이와자와 테츠오 외
- 프로듀서: 미야자키 신이치, 우스이 유야케, 오치아이 카네타카
- 각본: 유키무라 슌이치, 시로야마 노보루
- 특수효과: 히라오 치아키, 나카지마 타다유키 외
- 촬영: 후지하시 히데유키, 사노 사다시, 스가야 노부유키
- 편집: 카미하라 나오미, 타나카 오사무, 소다 후미오
- 녹음: 하타노 이사오, 쿠라모토 사다시
- 효과: 이토 미치히로
- 선곡: 미야시타 시게루
- 현상: 토에이 화학
- 제작: NET→TV 아사히(방영중에 상호변경), 아사히 츠신샤, 토에이

### 주제가
작사한 나기타 케이코는 원작자인 미즈키 쿄코. 중국 가라오케에서도 불릴 정도로 인기곡이다. 한국에서는 2004년 생명보험회사의 CM송으로서 사용되었는데
, 나기타가 이것을 CM에 사용하는 것을 허가한 유일한 사례이다.
주제가 싱글은 발매당시 물품세 비과세인 동요로 취급되어, 당시 오리콘의 일반 싱글 차트에는 오르지 않았다. 다만 오리콘 동요· 애니메이션 부분 차트에서는 1977년과 1978면 2년 연속으로 연간 1위를 기록하였다. 실제 매수로는 120만부를 기록하였다.。
원작이나 애니메이션 내용은 모르지만, 주제가만은 알고 있는 사람도 많다. 주제가는 저작권 판결(하단 참고)의 영향을 받지 않았기 때문에 본편이 봉인되어 있는 지금, 작품과 직접 접촉할 수 있는 많지 않은 수단 중의 하나이다. 그렇기 때문에 호리에 미츠코는 지금 스테이지의 하이라이트로서 이 노래를 부르고 있다.
대한민국에서는 가수 혜은이가 주제가를 불렀다.
오프닝 테마
- 〈캔디 캔디〉

작사:나기타 케이코 / 작곡: 와타나베 타케오 / 편곡: 마츠야마 유우시 / 노래: 호리에 미츠코, The Chirps
엔딩 테마
- 〈내일이 좋아〉

작사:나기타 케이코 / 작곡: 와타나베 타케오 / 편곡: 마츠야마 유우시 / 노래: 호리에 미츠코, The Chirps

## 극장판

### 애니메이션 극장판
20분 전후로한 단편작품. 1970년대 작품은 토에이 만화 축제 상영작. 14년 만에 리메이크된 1992년 작품은 〈꿈의 판타지 월드〉라는 제목으로 〈금붕어 주의보!〉디즈니사의〈신데렐라〉〈미키의 소용돌이 소동〉과 함께 상영되었다.

#### 공통 스탭
- 원작: 미즈키 쿄코, 이가라시 유미코
- 음악: 와타나베 타케오
- 제작: 토에이
- 캔디 캔디

1977년 7월 공개
- 각본: 시로야마 노보루
- 연출: 신도 유우지

- 캔디 캔디 봄이 부르는 소리

1978년 3월 공개. 간호사가 되기로 결심한 캔디가 포니의 집에 돌아가 안소니나 테리를 생각하는 이야기.
- 각본: 시로야마 노보루
- 작화감독: 신도 미치오
- 연출: 카사이 요시카즈
- 캔디 캔디 캔디 캔디의 여름방학

1978년 7월 공개. 여름방학에 산에 놀러간 캔디와 일행들의 이야기.
- 각본: 카사이 유키오
- 작화감독: 신도 미치오
- 연출: 카사이 요시카즈
- 캔디 캔디

1992년 4월 공개. 본편 초반의 리메이크 작품으로 아드레이 가의 댄스파티까지의 이야기를 간결하게 그렸다. 많은 캐릭터가 신인 성우로 변경. 호리카와 료, 오노사카 마사야, 미도리카와 히카루, 토마 유미등 2010년 현재 성우업계에서 활발하게 활동하고 있는 성우들이 출연하였다.
- 각본: 유키무라 슌이치
- 작화감독: 야마구치 야스히로
- 감독: 이마자와 테츠오

### 대한민국 실사영화
1981년 개봉된 영화 《캔디 캔디》는 오늘날 확인할 수 있는 대한민국 최초 〈일본만화원작 영화〉이다. 1981년 허리우드 극장에서 개봉하여 2만여 명의 관객을 동원하였다. 당시 일본문화에 대한 거부감이 거세었음에도, 일본만화가 한국에서 영화화됐다는 것은 당시 한국에서의 〈캔디 캔디〉의 인기가 어느 정도였는지를 짐작할 수 있는 대목이다.

#### 스태프
- 감독: 최인현
- 원작: 미즈키 쿄코
- 각본: 김원태
- 제작: 최춘지
- 촬영: 이석기
- 편집: 김희수
- 음악: 정민섭
- 녹음: 영화진흥공사
- 현상: 세방 현상소
- 캐스트: 엄효정, 김도희, 최선희, 송보고
- 개봉: 1981년 7월 25일

## 캔디 캔디 저작권 분쟁

### 개요
당초에는 이가라시 유미코가 원작자 동의없이 캐릭터를 무단도용했다는 분쟁이었으나, 이가라시 측이 미즈키 쿄코의 저작권 자체를 부정했기 때문에 본 재판은 미즈키의 저작권을 확인하는 것으로 쟁점이 옮겨졌다. 오랜 공방 끝에 최종판결은 미즈키 쿄코의 원작이 1차원적인 저작권을 가지며, 속표지 등을 포함한 만화는 2차원적인 저작물로 인정된다고 판결을 내렸다. 즉 이가라시의 작화에 의한 만화는 2차 저작물로 토에이 애니메이션의 배포 및 방영, 각종 캐릭터 상품의 제작·판매는 원작자와 작화가 양자 모두의 허가가 필요하며, 1차 저작물인 미즈키의 원작 원고를 토대로 한 소설 출판이나 이가라시의 캐릭터 디자인을 사용하지 않은 재만화화·신작 애니메이션화 등은 원작자인 미즈키 쿄코의 허락만 있으면 가능하다는 결론이다. 이것은 만화 연재를 시작한 1975년부터 계약이 해지되는 1995년까지 코단샤가 행해왔던 판권처리와 모두 일치한다.

### 사건 경위
1995년 이가라시 유미코와 닛폰 애니메이션 사이에서 〈캔디 캔디〉의 리메이크 제작이 화두가 되어, 코단샤에 위탁했던 저작권관리계약을 해제한 것에서 시작한다. (이에 따라 코단샤에서 2차원 사용권을 갖고 있던 토에이 애니메이션과의 계약도 자동적으로 해제되었다.) 그 뒤 리메이크 이야기는 진행되지 않았으나, 닛폰 애니메이션이 속편 제작을 의뢰받고, 원작자인 미즈키 쿄코에게 시나리오를 의뢰하였으나 미즈키가 〈캔디 캔디〉는 이미 완결된 작품이라며 속편 제작을 거절, 리메이크 이야기는 무산되었다.
1997년 5월 〈캔디 캔디〉의 스티커 사진기가 설치된 것이 밝혀졌다. 게임회사 반프레스트와 이가라시의 매니저인 야마모토 마사코가 대표를 맡고 있는 홍콩의 캔디 코퍼레이션과의 계약에 따라 설치된 것이었다. 또한 홍콩의 옥황조출판(玉皇朝出版)이 〈캔디 캔디〉의 번역판을 출간하고 있는 것이 발각되었다. 어느 쪽도 원작자의 허락없이 이루어진 것이지만, 홍콩의 번역판은 원작자가 항의했음에도 불구하고 최종적으로는 계약을 맺어 출판되었다.
그 사이 1995년 11월에 미즈키와 이가라시가 〈캔디 캔디〉의 저작권을 두고 영리목적의 2차 사용이나 상품화 등에 대해 모두 쌍방의 동의를 필요로 한다는 계약을 체결하였으나, 이 업무관리를 위탁하는 관리자를 결정하지 못한 채 계약이 붕 뜬 상태에 있었다. (그 뒤, 이가라시는 미즈키에게 계약위반을 지적받고, 계약을 해제하였다.)
또한, 1997년 8월 이후 산케이 신문, 산케이 리빙 신문지에 통신판매나 원화 전시 등, (주)후지 산케이 애드웍크가 3만엔부터 14만엔에 이르는 이른바 고급 오리지널 현대만화(오프셋 인쇄)를 작성하여 판매하였다. 1997년 11월에는 오카야마현 구라시키시에 이가라시가 〈이가라시 유미코 미술관〉을 오픈하여 많은 캐릭터 상품이 발매되었다. 1998년 6월에는 가바야 식품이 이가라시 유미코만을 저작권 대표로 한 〈캔디 캔디〉사탕을 판매하고 있는 것이 발각되었다. 이것들 또한 모두 원작자의 허락없이 이루어진 것이었다.
이에 대해 원작자인 미즈키 쿄코가 1997년 11월 이가라시가 계약을 위반했다며, 이가라시와 (주)후지 산케이 애드워크에 복제판화 출판금지 및 판매 금지를 청구한데서 시작되었다. 이에 대해 이가라시는 계약위반을 전면 부정하고, 미즈키는 원작자가 아니며 미즈키에게는 저작권이 없다고, 〈그림〉은 이가라시가 독점권을 갖는 것이라며 항소하였다.
재판이 이루어지는 동안에도 이가라시와 일부 업자, 이가라시의 변호사는 〈항소하고 있으므로, 아직 판결은 확정된 것이 아니다〉〈재판은 끝났다〉〈미즈키와 화해했다〉〈상품화해도 미즈키에게 허락을 받을 필요없다〉는 등의 주장을 하며 판매를 계속하였다. 또한 아사히 신문 조간 도쿄본사판 헤이세이 2000년 9월 19일 조간 32면에 에스테 화학(현재의 에스테)의 광고에 캔디와 알버트를 쏙닮은 캐릭터(이름은 각각 〈유미짱〉과 〈이가라씨〉이다.)가 게재되고, 미술관에 원화전시의 허락을 구하며, 이가라시가 미즈키에게 호소하기도 하였다.
판결 후에도, 일본 국외판의 출판허가를 미즈키의 허가 없이 행하는 등, 저작권 침해를 지속적으로 행하였다. 또한 이가라시 미술관에서 〈캔디 캔디〉의 그림을 전시하는 등, 위법행위를 계속하였으나 현재는 없어졌다.

### 판결
2001년 10월 최고 법원에서 원작자인 미즈키의 승소가 확정되었다. 이 판결에 따라 〈캔디 캔디〉 원작은 미즈키만이 저작권을 갖게되며, 〈캔디 캔디〉를 그린 만화는 원작의 2차 저작물로, 원작자의 동의 없이 영리목적으로 작성, 복제, 혹은 배포하는 것이 금지되었다.

### 사건의 영향
코단샤판 단행본은 1995년에 저작권 계약을 해제한 후에도 출판계약은 계속 유지됐지만, 최고법원 판결 후 이가라시 성명문을 받아들여, 미즈키와 코단샤의 합의하에 계약을 해지하고 절판되었다. 츄오코론샤의 문고판은 미즈키가 츄오코론샤와의 계약을 해지, 1999년 1월에 절판되었다.
토에이 애니메이션이 코단샤의 허가를 받아 가지고 있던 2차 사용권이 실효됨에 따라 현시점에서는 애니메이션의 재방송 및 비디오 · DVD화는 불가능한 상태이다. 애니메이션 재공개에 대해서는 원작자와 만화가 모두 토에이가 원한다면 가능하다고 공표하고 있고, 토에이가 양측과 개별적으로 새롭게 계약을 체결하면 재방송 및 소프트 상품화가 가능하다. 하지만 이가라시 측이 토에이 애니메이션의 상품권을 침해하여 판매한 대량의 캐릭터 상품에 대한 사죄나 정보공개를 하고 있지 않고, 교토 세이카 대학 표현연구기구 만화문화연구소 주최 포럼 〈만화는 누구의 것인가?!〉(2004년 4월)의 석상 등에서, 미즈키 쿄코의 원작자로서의 권리를 부정하는 주장을 계속 발언하고 있기 때문에, 현 상태로서는 토에이와의 관계회복이나 애니메이션 재공개는 어려울 것으로 보인다.
또한 이가라시는 2007년 1월부터 3월 간, 중화민국의 싼이 향 서호촌에 있는 西湖渡假村(레저 랜드)에서 《탠탠 Lady Lady》 오리지널 신작 이벤트를, 닛폰 애니메이션과 합동으로 개최하였다. 이 《탠탠 Lady Lady》의 캐릭터는 캔디, 안소니, 테리와 매우 흡사한데다, 이벤트 스테이지에서는 〈텐텐이 동경하는 왕자님〉으로 분장한 연기자가 백파이프를 연주하는 모습도 공개되었다. 타이완에서는 이미 《탠탠 Lady Lady》의 캐릭터 상품이 선행발매되었으며, 같은해 5월에는 《빨간머리 앤》, 《페린느 이야기》와 셋트로 《탠탠 Lady Lady》의 일러스트 삽입 기념우표가 발매되었다.
게다가 2008년 8월에는 《탠탠 Lady Lady》의 판권관리 회사이자 《들장미 소녀 제니》의 DVD 박스를 《탠탠 Lady Lady》의 복제화 특전으로 판매하고 있던 齊威國際多媒體股有限公司（Power International Multimedia Inc.약칭 PIM）에서 《샤오티엔티엔 Lady Lady》의 DVD 박스가 발매되었다. (스페인에서 판권을 얻은 정규품이라고 선전하고 있지만, 토에이도 원작자도 관여하지 않았다.)
이가라시의 이러한 상행위로 인해 권리자 간의 관계회복은 매우 어렵게 되었으며, 이가라시 작화를 기준으로 하는 《캔디 캔디》의 정식 비지니스는 사실상 전개되기 어렵다. (〈레이디 레이디〉는 하나부사 요코의 만화 《레이디》의 애니메이션 타이틀이며, 토에이 애니메이션의 등록상품이다.)
또한 소설판은, 원작자의 리라이트이며, 미즈키 쿄코만이 저작권을 가지고 있으므로 2002년에 훗칸도트컴에서 삽화를 제외한 형태로 복간되었다.
사건의 전모는 이가라시가 사죄도 사정설명도 하지 않고 있기 때문에 현재도 정확히 밝혀지지 않았다.
2006년에 간행된 〈인쇄작품의 수수께기 2〉(안도 켄지 저, ISBN 4-7783-1006-3)는 코단샤에 직접 취재한 것과 코단샤의 담당편집자가 지방법원에 제출한 진술서 요약을 포함, 본 작품의 공개되지 않은 사정을 밝힌 것이다.
일련의 경위에 따라, TV 아사히 개국 50주년 기념 방송 《50시간 TV》에서도 본 작품에 대해서는 언급을 회피하였다.